# Parexarnis violetta
Parexarnis violetta är en fjärilsart som beskrevs av Otto Staudinger 1888. Parexarnis violetta ingår i släktet Parexarnis och familjen nattflyn. Inga underarter finns listade i Catalogue of Life.